# Kleinradmeritz
Kleinradmeritz (obersorbisch Małe Radměrcy) ist ein Ortsteil der sächsischen Stadt Löbau im Landkreis Görlitz in der Oberlausitz. Der Ort liegt etwa vier Kilometer 
nordöstlich des Löbauer Stadtzentrums am Löbauer Wasser. Umgebende Ortsteile sind Glossen im Norden, Oppeln und Bellwitz im Westen, Rosenhain im Süden sowie der zu Reichenbach/O.L. gehörende Ortsteil Goßwitz im Osten.

## Ortsname
Der 1249 erstmals genannte Ortsname Radmariz ist höchstwahrscheinlich vom altsorbischen Personennamen Radomir abgeleitet. Mehrfach wechselte die Schreibweise: 1345 Radmericz, 1419 Rademricz parva, 1469 Klein Radmeriz, 1533  Radembertz kleyne. Zeitweise wurde der Ort auch Oppel (wohl in Bezug auf das benachbarte Dorf Oppeln) genannt. Seit dem 18. Jahrhundert ist die Bezeichnung Klein-Radmeritz üblich.

## Geschichte
| Jahr | Einwohner             |
| ---- | --------------------- |
| 1777 | 17 Gärtner, 6 Häusler |
| 1834 | 203                   |
| 1871 | 252                   |
| 1890 | 220                   |
| 1910 | 223                   |
| 1925 | 232                   |
| 1939 | 206                   |
| 1946 | 373                   |
| 1964 | 309                   |
| 1990 | 214                   |

Kleinradmeritz wurde 1261 erstmals in einer Urkunde, die sich heute im Domstiftsarchiv in Bautzen befindet, als Radmariz erwähnt. Das aus mehreren Ortsteilen bestehende, von slawischen Siedlern gegründete Dorf war spätestens ab 1402 Herrensitz und befand sich als Lehen des böhmischen Königs im Besitz verschiedener Adelsfamilien, u. a. der Herren von Kittlitz und von Nostitz. Von der Siedlungsform her ist der Ort eine Gutssiedlung mit einem älteren Runddorfkern. 1430 wurde Kleinradmeritz von den Hussiten fast gänzlich verwüstet.
1581 wurde das Kleinradmeritzer Herrengut zum Rittergut erhoben und blieb bis 1945 Mittelpunkt des dörflichen Lebens. Von wirtschaftlicher Bedeutung war vor allem die Landwirtschaft. Außerdem gab es am Rande des Schlossparks eine Wassermühle am Löbauer Wasser sowie eine Windmühle. Hinzu kamen einige für das dörfliche Leben wichtige selbständige Handwerker. Besitzer des Rittergutes war ab 1434 die in der Oberlausitz weit verzweigte Familie von Gersdorff. Kirchlich gehört Kleinradmeritz zur Kittlitzer Kirche.
1794 kam Kleinradmeritz an den Adligen Karl Florian von Thielau und seine Nachkommen, die das Rittergut 1849 an Großherzogin Maria Pawlowna von Sachsen-Weimar-Eisenach verkauften. Bis zur Auflösung der Familienstiftung 1913 bildete das Rittergut Kleinradmeritz gemeinsam mit den Vorwerken Buda, Fritzkau, Oppeln und dem Kalckreutschen Gut einen Fideikommiss der Großherzoglichen Familie. Bahnanschluss erhielt der Ort am 1. August 1895 mit der Eröffnung der inzwischen stillgelegten Nebenbahn Löbau–Weißenberg. Der Personen- und Güterverkehr wurde am 27. Mai 1972 eingestellt.
1945 wurde das Rittergut im Zuge der Bodenreform aufgelöst und seine Flächen an ortsansässige Bauern und Umsiedler verteilt. Für die aus dem schlesischen Ort Seichau (heute Sichów) vertriebenen Einwohner entstanden ab 1948 einige Neubauten an der heutigen Zoblitzer Straße. Am 1. März 1994 wurde Kleinradmeritz Ortsteil von Kittlitz und mit diesem gemeinsam 2003 nach Löbau eingemeindet, wo es heute einen von 32 Stadtteilen bildet.

### Sprache
Bis ins späte 19. Jahrhundert wurde in Kleinradmeritz auch Sorbisch gesprochen. Arnošt Muka ermittelte 1884/85 eine Einwohnerzahl von 194, darunter waren neben 174 Deutschen auch 20 Sorben (10 %). Diese sprachen den mittlerweile ausgestorbenen Löbauer Dialekt. Ernst Tschernik zählte 1956 einen sorbischsprachigen Bevölkerungsanteil von nur noch 1,5 % bzw. insgesamt fünf Sprecher.

## Ortsteile

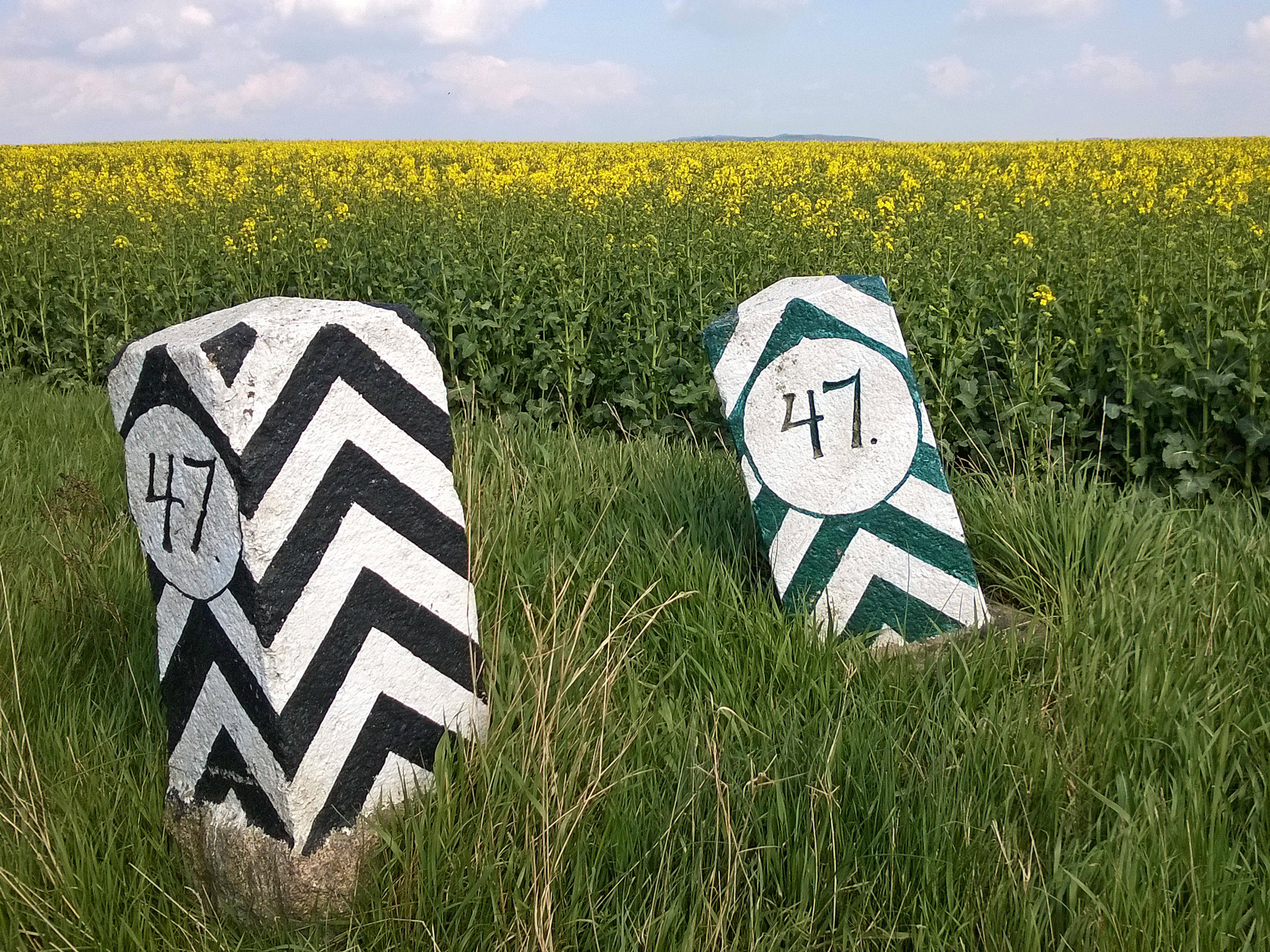
Grenzsteine am Petschkenberg

Der heutige Ort Kleinradmeritz bestand ursprünglich aus mehreren Ortsteilen, welche später teilweise zu einer Siedlung zusammenwuchsen.
- Buda[7]: Die 1454 erstmals als Botha (= Hütte) erwähnte Siedlung lag nördlich der Einmündung des Rosenhainer Wassers in das Löbauer Wasser und bestand ursprünglich nur aus einem Einzelgut. 1511 wurde der Ort Buden genannt und 1603 als Rittergut, im 18. Jahrhundert als Vorwerk des Kleinradmeritzer Rittergutes bezeichnet.

- Fritzkau[8]: Die zwischen Bellwitzer Straße und Löbauer Wasser gelegene Siedlung bestand nur aus einem Einzelgut und wurde 1693 erstmals erwähnt. Zwischen 1650 und 1664 besaß Rudolf von Friczschkau neben diesem auch das benachbarte Gut Buda, welches deshalb auch Fritsches Gut benannt wurde. 1876 kam Fritzkau als Vorwerk zum Kleinradmeritzer Rittergut und diente fortan als Schäferei. Die Gebäude blieben bis zur Gegenwart erhalten.[9]

- Paschkowitz[10]: Der 1430 als Passkewicz urkundlich erwähnte Ort lag nördlich von Kleinradmeritz und wird 1469 noch als Baschkewiz, 1541 als Paskewitz erwähnt. Die nur aus einigen Kleinbauerngehöften bestehende Siedlung ist 1563 letztmals genannt und ging wenig später in der Radmeritzer Flur auf. An Paschkowitz erinnert noch der an der Landstraße nach Melaune gelegene 227 Meter hohe Petschkenberg. Hier gibt es auch noch einige Grenzsteine der 1815 infolge des Wiener Kongresses festgelegten Landesgrenze zwischen Sachsen und Preußen.[9]

- Hasenberg[11]: Die kleine Siedlung grenzt westlich an den Kleinradmeritzer Ortskern, gehört jedoch zur Glossener Flur.

## Sehenswürdigkeiten

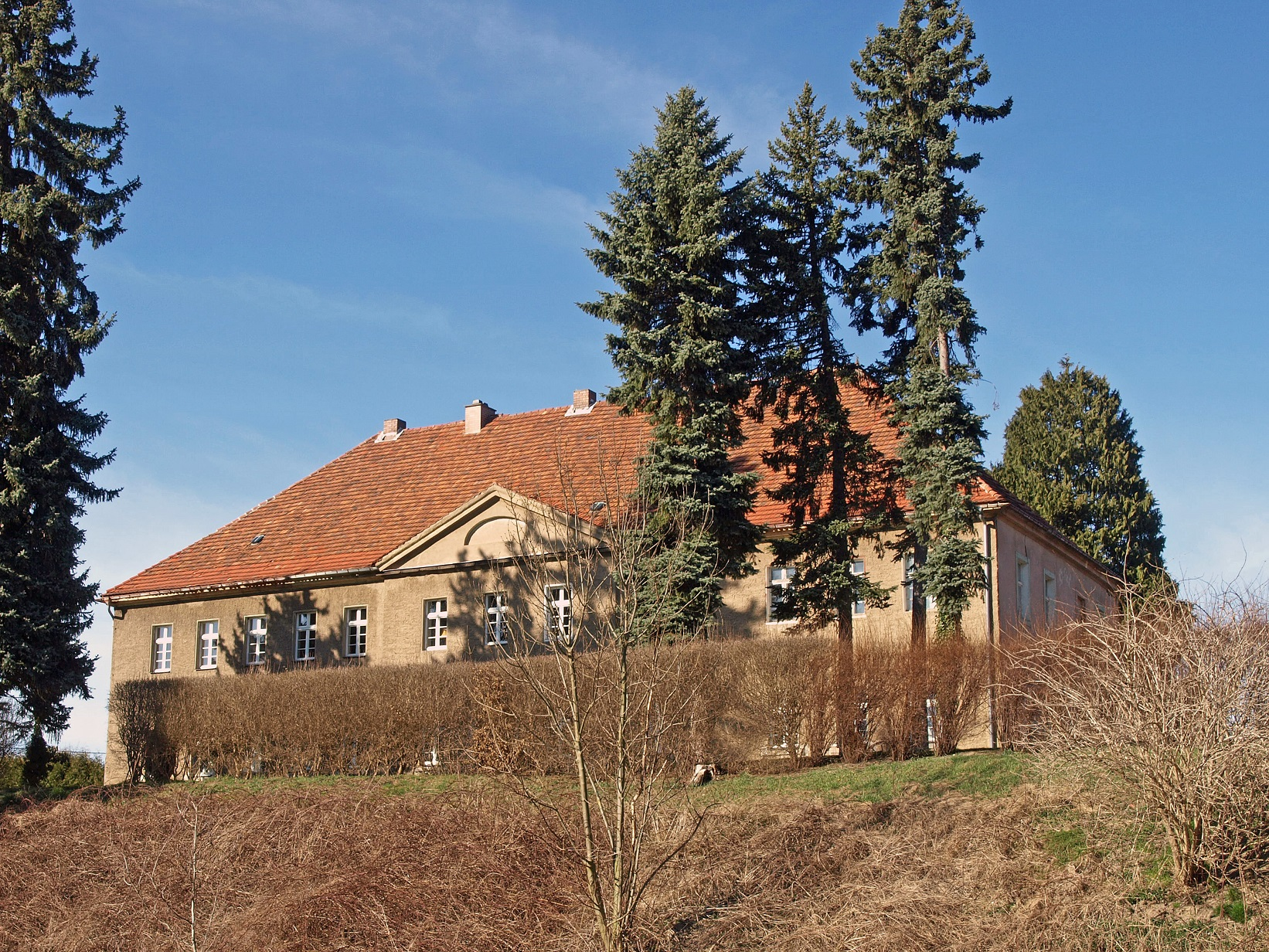
Schloss Kleinradmeritz

- Schloss Kleinradmeritz entstand als Herrenhaus des örtlichen Rittergutes. Das Gebäude, ein schlichtes zweigeschossiges Wohnhaus ist 32 Meter lang und wird von einem Walmdach bedeckt. Seine heutige Gestalt erhielt es bei einem Umbau um 1815. Zum Schloss gehört auch ein Wirtschaftshof sowie ein kleiner Park. Das zuletzt bis 1945 im Besitz der Familie Günther befindliche Schloss diente zu DDR-Zeiten als Gemeindeamt, Kindertagesstätte und Kino und beherbergte zudem eine Gemeinschaftsküche und eine Konsum-Verkaufsstelle. Seit 2002 gehört es dem Freiherren von Lüdinghausen-Wolff und wird als Wohnhaus genutzt.[12]

- Pferdegrab: Außerhalb des Ortes befindet sich an der Straßenabzweigung der Landstraßen nach Zoblitz und Goßwitz ein kurioses Pferdegrabmal. Das Denkmal mit einer Inschriftstafel entstand 1868 in Erinnerung an das Reitpferd des Kleinradmeritzer Rittergutpächters Rossberg.[9]

## Persönlichkeiten
- Ernst Florian von Thielau (1833–1905, Dresden), Verwaltungsjurist und sächsischer Staatsbeamter